# Psittacula
Genre
Les perruches du genre Psittacula sont communément appelées Perruches à collier afro-asiatique.

## Liste des espèces
D'après la classification de référence (version 5.1, 2015) du Congrès ornithologique international (ordre phylogénique) :
- Psittacula eupatria – Perruche alexandre
- †Psittacula wardi – Perruche des Seychelles
- Psittacula krameri – Perruche à collier
- Psittacula eques – (?) ; sa seule sous-espèce existante s'appelle Perruche de Maurice
- †Psittacula bensoni – (?)
- Psittacula himalayana – Perruche de l'Himalaya
- Psittacula finschii – Perruche de Finsch
- Psittacula cyanocephala – Perruche à tête prune
- Psittacula roseata – Perruche à tête rose
- Psittacula columboides – Perruche de Malabar
- Psittacula calthrapae – Perruche de Layard
- Psittacula derbiana – Perruche de Derby
- Psittacula alexandri – Perruche à moustaches
- Psittacula caniceps – Perruche des Nicobar
- †Psittacula exsul – Perruche de Newton
- Psittacula longicauda – Perruche à longs brins

Parmi celles-ci, trois espèces éteintes :
- †Psittacula wardi – Perruche des Seychelles parfois considérée comme une sous-espèce de Psittacula eupatria ;
- †Psittacula bensoni – (?)
- †Psittacula exsul – Perruche de Newton